# Anna von Gabain
Anna von Gabain (* 28. August 1866 in Königsberg; † unbekannt) war eine deutsche Pianistin.
Sie war die Tochter des preußischen Oberst Thassilo von Gabain (1831–1913) und der Julie geb. Stein (1840–1884). Nach dem Besuch der Höheren Töchterschule studierte sie Musik, wobei sie sich auf die Klavierwerke von Johann Sebastian Bach, Ludwig van Beethoven und Max Reger spezialisierte. Zu ihren Lehrern zählten Teresa Carreño und Anton Beer-Walbrunn. Gabains Lebensmittelpunkt war Berlin-Charlottenburg. Sie gab zahlreiche Konzerte und Liederabende.